# Coupe d'Espagne de football 2007-2008
Navigation
Coupe d'Espagne 2006-2007 Coupe d'Espagne 2008-2009
La Coupe d'Espagne de football 2007-2008, ou Coupe du Roi, est la 104e édition de cette compétition. Elle se déroule du 29 juillet 2007 au 16 avril 2008.
83 équipes de première, deuxième, troisième et quatrième division prennent part à la compétition. Les équipes filiales (équipes réserves) ne participent pas. Le vainqueur de la Coupe du Roi se qualifie pour le premier tour de qualification de la Coupe UEFA 2007-2008 et pour la Supercoupe d'Espagne 2008.
La finale a lieu le 16 avril 2008 au stade Vicente Calderón à Madrid entre le Valence CF et le Getafe CF. Ce sont les Valenciens qui l'emportent sur le score de 3 buts à 1.

## Équipes qualifiées
Sont qualifiées pour la Coupe du Roi 2007-2008 :
- les 20 équipes de Primera División 2006-2007 :

| - Real Madrid - FC Barcelone - Séville FC - Valence CF - Villarreal CF | - Real Sarragosse - Atlético de Madrid - Recreativo de Huelva - Getafe CF - Racing de Santander | - Espanyol de Barcelone - RCD Majorque - Deportivo La Corogne - CA Osasuna - Levante UD | - Real Betis - Athletic Bilbao - Celta de Vigo - Real Sociedad - Gimnàstic Tarragone |

- 21 des 22 équipes de Segunda División 2006-2007 (à l'exclusion du Real Madrid Castilla car c'est une équipe filiale) :

| - Real Valladolid - UD Almería - Real Murcie - Granada 74 CF - Cadix CF - Albacete Balompié | - CD Tenerife - CD Numancia - Xerez CD - Elche CF - Polideportivo Ejido - UD Salamanque | - Sporting de Gijón - CD Castellón - Málaga CF - Hércules CF - Deportivo Alavés | - UD Las Palmas - SD Ponferradina - Lorca Deportiva CF - UD Vecindario |

1. ↑  Le Ciudad de Murcia, par l'intermédiaire de son président Enrique Pina, a vendu toutes les actions du club à un homme d'affaires propriétaire du CP Granada 74, qui a transféré le siège social du club à Grenade et a changé son nom en Granada 74 CF.

- 24 équipes de Segunda División B 2006-2007. Ce sont les cinq premiers de chacun des quatre groupes (à l'exclusion des équipes filiales), plus les cinq équipes avec le plus de points à la fin de la saison précédente :

| Groupe I - Pontevedra CF - Rayo Vallecano - Racing de Ferrol - Universidad de Las Palmas - Talavera CF - UD San Sebastián de los Reyes - UD Puertollano | Groupe II - SD Eibar - Burgos CF - CF Palencia - Real Unión de Irún - Sestao River - Barakaldo CF - SD Lemona | Groupe III - Alicante CF - SD Huesca - CD Alcoyano - CE L'Hospitalet - CF Badalona | Groupe IV - CD Linares - Racing Club Portuense - Córdoba CF - FC Cartagena - Real Jaén |

- 18 équipes de Tercera División 2006-2007. Ce sont les champions de chacun des 18 groupes :

| - Coruxo FC - Caudal Deportivo - SD Noja - Zalla UC - CF Reus Deportiu | - CD Dénia - RSD Alcalá - CD Mirandés - Granada Atlético - Algeciras CF | - SE Eivissa - CD San Isidro - Mazarrón CF - Jeres CF | - CD Valle de Egüés - Haro Deportivo - Utebo FC - UB Conquense |

## Premier tour
42 équipes de Segunda División B et Tercera División prennent part au premier tour de la Coupe du Roi. Le tour se joue à match unique le 29 août 2007 sur le terrain du club tiré au sort en premier. Six clubs sont exemptés : UD Vecindario, Talavera CF, CD Alcoyano, Rayo Vallecano, CE L'Hospitalet, Racing de Santander et SD Ponferradina.
| Club recevant             | Score                  | Club visiteur                 |
| ------------------------- | ---------------------- | ----------------------------- |
| Universidad de Las Palmas | 2 - 0                  | UD San Sebastián de los Reyes |
| RSD Alcalá                | 1 - 5                  | Pontevedra CF                 |
| Caudal Deportivo          | 0 - 1                  | CD San Isidro                 |
| SD Noja                   | 1 - 2                  | UB Conquense                  |
| Barakaldo CF              | 1 - 1 (4 - 2 t. a. b.) | CD Mirandés                   |
| SD Lemona                 | 1 - 2                  | CF Palencia                   |
| Zalla UD                  | 1 - 3                  | Real Unión de Irún            |
| Burgos CF                 | 2 - 0                  | Haro Deportivo                |
| Uterbo FC                 | 1 - 2                  | CD Valle de Egüés             |
| SD Huesca                 | 1 - 0                  | Sestao River                  |
| CD Dénia                  | 2 - 1                  | CF Reus Deportiu              |
| SE Eivissa                | 1 - 2                  | Alicante CF                   |
| Coruxo FC                 | 2 - 4                  | CF Badalona                   |
| Algeciras CF              | 1 - 0                  | Mazarrón CF                   |
| Granada Atlético          | 0 - 1                  | FC Cartagena                  |
| UD Puertollano            | 2 - 1                  | CD Linares                    |
| Racing Club Portuense     | 4 - 1                  | Jerez CF                      |
| Lorca Deportiva CF        | 2 - 3                  | Real Jaén                     |

## Deuxième tour
Le deuxième tour est disputé entre les 18 vainqueurs du premier tour, les 6 clubs exempts et 20 équipes de Segunda División (le SD Eibar est exempté et le Sevilla Atlético est une équipe filiale). Les équipes de Segunda División s'affrontent entre elles. Ce tour se joue sur un seul match le 5 septembre 2007 à l'exception de la rencontre entre l'UD Las Palmas et la Real Sociedad qui se dispute la veille.
| Club recevant             | Score                  | Club visiteur         |
| ------------------------- | ---------------------- | --------------------- |
| Universidad de Las Palmas | 0 - 1                  | Alicante CF           |
| CD Valle de Egüés         | 1 - 2                  | Burgos CF             |
| Talavera CF               | 2 - 1                  | Barakaldo CF          |
| CD Alcoyano               | 2 - 0                  | UB Conquense          |
| UD Puertollano            | 2 - 1                  | CF Badalona           |
| Pontevedra CF             | 1 - 0                  | FC Cartagena          |
| Real Jaén                 | 0 - 2                  | Rayo Vallecano        |
| CD San Isidro             | 2 - 5                  | Racing Club Portuense |
| Algeciras CF              | 0 - 1                  | CD Dénia              |
| CE L'Hospitalet           | 1 - 0                  | SD Huesca             |
| CF Palencia               | 0 - 0 (4 - 5 t. a. b.) | SD Ponferradina       |
| Real Unión de Irún        | 3 - 0*                 | UD Vecindario         |
| Granada 74 CF             | 1 - 0                  | Sporting de Gijón     |
| Albacete Balompié         | 1 - 0                  | CD Castellón          |
| CD Tenerife               | 1 - 0                  | Polideportivo Ejido   |
| Xerez CD                  | 3 - 1                  | Racing de Ferrol      |
| UD Las Palmas             | 1 - 0                  | Real Sociedad         |
| UD Salamanque             | 1 - 2                  | Elche CF              |
| Córdoba CF                | 2 - 3                  | Cadix CF              |
| Deportivo Alavés          | 1 - 0                  | Gimnàstic Tarragone   |
| Málaga CF                 | 2 - 1                  | Celta de Vigo         |
| Hércules CF               | 2 - 0                  | CD Numancia           |

## Troisième tour
Le troisième tour se joue entre les 22 vainqueurs du tour précédent et le club exempté. Les équipes de Segunda División s'affrontent de nouveau obligatoirement entre elles. Ce tour se dispute sur un seul match les 16 et 17 octobre 2007. L'UD Las Palmas est exempté.
| Club recevant      | Score                  | Club visiteur         |
| ------------------ | ---------------------- | --------------------- |
| Burgos CF          | 2 - 0                  | SD Ponferradina       |
| CD Alcoyano        | 1 - 1 (5 - 3 t. a. b.) | Rayo Vallecano        |
| CD Dénia           | 3 - 1                  | Racing Club Portuense |
| Pontevedra CF      | 2 - 0                  | UD Puertollano        |
| Talavera CF        | 0 - 2                  | Alicante CF           |
| Real Unión de Irún | 2 - 1                  | CE L'Hospitalet       |
| Hércules CF        | 2 - 1                  | Deportivo Alavés      |
| CD Tenerife        | 1 - 2                  | Málaga CF             |
| Elche CF           | 2 - 1                  | SD Eibar              |
| Cadix CF           | 2 - 3                  | Granada 74 CF         |
| Albacete Balompié  | 0 - 2                  | Xerez CD              |

## Phase finale
| 1/16e de finale       | 1/16e de finale | 1/16e de finale | 1/16e de finale |  |                       | 1/8e de finale       | 1/8e de finale | 1/8e de finale | 1/8e de finale |  |  | 1/4 de finale       | 1/4 de finale | 1/4 de finale | 1/4 de finale |  |  | 1/2 finale          | 1/2 finale | 1/2 finale | 1/2 finale |  |  | finale     | finale | finale | finale |  |  |
|                       |                 |                 |                 |  |                       |                      |                |                |                |  |  |                     |               |               |               |  |  |                     |            |            |            |  |  |            |        |        |        |  |  |
| Xerez CD              | 0               | 1               | 1               |  |                       |                      |                |                |                |  |  |                     |               |               |               |  |  |                     |            |            |            |  |  |            |        |        |        |  |  |
| Recreativo de Huelva  | 1               | 1               | 2               |  |                       | Recreativo de Huelva | 1              | 0              | 1              |  |  |                     |               |               |               |  |  |                     |            |            |            |  |  |            |        |        |        |  |  |
| UD Las Palmas         | 2               | 1               | 3               |  | Villarreal CF         | 0                    | 2              | 2              |                |  |  |                     |               |               |               |  |  |                     |            |            |            |  |  |            |        |        |        |  |  |
| Villarreal CF         | 4               | 2               | 6               |  |                       |                      |                |                |                |  |  | Villarreal CF       | 0             | 0             | 0             |  |  |                     |            |            |            |  |  |            |        |        |        |  |  |
| CD Dénia              | 1               | 3               | 4               |  |                       |                      |                |                |                |  |  | FC Barcelone        | 0             | 1             | 1             |  |  |                     |            |            |            |  |  |            |        |        |        |  |  |
| Séville FC            | 1               | 4               | 5               |  |                       | Séville FC           | 1              | 0              | 1              |  |  |                     |               |               |               |  |  |                     |            |            |            |  |  |            |        |        |        |  |  |
| CD Alcoyano           | 0               | 2               | 2               |  | FC Barcelone          | 1                    | 0              | 1E             |                |  |  |                     |               |               |               |  |  |                     |            |            |            |  |  |            |        |        |        |  |  |
| FC Barcelone          | 3               | 2               | 5               |  |                       |                      |                |                |                |  |  |                     |               |               |               |  |  | FC Barcelone        | 1          | 2          | 3          |  |  |            |        |        |        |  |  |
| Elche CF              | 1               | 0               | 1               |  |                       |                      |                |                |                |  |  |                     |               |               |               |  |  | Valence CF          | 1          | 3          | 4          |  |  |            |        |        |        |  |  |
| Real Betis            | 1               | 3               | 4               |  |                       | Real Betis           | 1              | 1              | 2              |  |  |                     |               |               |               |  |  |                     |            |            |            |  |  |            |        |        |        |  |  |
| Real Unión de Irun    | 1               | 0               | 1               |  | Valence CF            | 2                    | 2              | 4              |                |  |  |                     |               |               |               |  |  |                     |            |            |            |  |  |            |        |        |        |  |  |
| Valence CF            | 2               | 3               | 5               |  |                       |                      |                |                |                |  |  | Valence CF          | 1             | 2             | 3E            |  |  |                     |            |            |            |  |  |            |        |        |        |  |  |
| Granada 74 CF         | 1               | 1               | 2               |  |                       |                      |                |                |                |  |  | Atlético de Madrid  | 0             | 3             | 3             |  |  |                     |            |            |            |  |  |            |        |        |        |  |  |
| Atlético de Madrid    | 2               | 1               | 3               |  |                       | Atlético de Madrid   | 0              | 1              | 1E             |  |  |                     |               |               |               |  |  |                     |            |            |            |  |  |            |        |        |        |  |  |
| Real Valladolid       | 1               | 3               | 4               |  | Rayo Vallecano        | 0                    | 1              | 1              |                |  |  |                     |               |               |               |  |  |                     |            |            |            |  |  |            |        |        |        |  |  |
| Real Murcie           | 1               | 2               | 3               |  |                       |                      |                |                |                |  |  |                     |               |               |               |  |  |                     |            |            |            |  |  | Valence CF |        |        | 3      |  |  |
| Burgos CF             | 0               | 1               | 1               |  |                       |                      |                |                |                |  |  |                     |               |               |               |  |  |                     |            |            |            |  |  | Getafe CF  |        |        | 1      |  |  |
| Getafe CF             | 1               | 4               | 5               |  |                       | Getafe CF            | 3              | 1              | 4              |  |  |                     |               |               |               |  |  |                     |            |            |            |  |  |            |        |        |        |  |  |
| Levante UD            | 2               | 1               | 3               |  | Levante UD            | 0                    | 0              | 0              |                |  |  |                     |               |               |               |  |  |                     |            |            |            |  |  |            |        |        |        |  |  |
| UD Almería            | 1               | 1               | 2               |  |                       |                      |                |                |                |  |  | Getafe CF           | 1             | 1             | 2E            |  |  |                     |            |            |            |  |  |            |        |        |        |  |  |
| CA Osasuna            | 2               | 0               | 2               |  |                       |                      |                |                |                |  |  | RCD Majorque        | 0             | 2             | 2             |  |  |                     |            |            |            |  |  |            |        |        |        |  |  |
| RCD Majorque          | 0               | 4               | 4               |  |                       | RCD Majorque         | 2              | 1              | 3              |  |  |                     |               |               |               |  |  |                     |            |            |            |  |  |            |        |        |        |  |  |
| Alicante CF           | 1               | 1               | 2               |  | Real Madrid           | 1                    | 0              | 1              |                |  |  |                     |               |               |               |  |  |                     |            |            |            |  |  |            |        |        |        |  |  |
| Real Madrid           | 1               | 2               | 3               |  |                       |                      |                |                |                |  |  |                     |               |               |               |  |  | Getafe CF           | 3          | 1          | 4          |  |  |            |        |        |        |  |  |
| Pontevedra CF         | 1               | 1               | 2               |  |                       |                      |                |                |                |  |  |                     |               |               |               |  |  | Racing de Santander | 1          | 1          | 2          |  |  |            |        |        |        |  |  |
| Real Sarragosse       | 0               | 3               | 3               |  |                       | Real Sarragosse      | 1              | 2              | 3              |  |  |                     |               |               |               |  |  |                     |            |            |            |  |  |            |        |        |        |  |  |
| Málaga CF             | 0               | 0               | 0               |  | Racing de Santander   | 1                    | 4              | 5              |                |  |  |                     |               |               |               |  |  |                     |            |            |            |  |  |            |        |        |        |  |  |
| Racing de Santander   | 0               | 2               | 2               |  |                       |                      |                |                |                |  |  | Racing de Santander | 2             | 3             | 5             |  |  |                     |            |            |            |  |  |            |        |        |        |  |  |
| Hércules CF           | 2               | 0               | 2               |  |                       |                      |                |                |                |  |  | Athletic Bilbao     | 0             | 3             | 3             |  |  |                     |            |            |            |  |  |            |        |        |        |  |  |
| Athletic Bilbao       | 2               | 2               | 4               |  |                       | Athletic Bilbao tab  | 1              | 1              | 2 (4)          |  |  |                     |               |               |               |  |  |                     |            |            |            |  |  |            |        |        |        |  |  |
| Espanyol de Barcelone | 1               | 2               | 3               |  | Espanyol de Barcelone | 1                    | 1              | 2 (3)          |                |  |  |                     |               |               |               |  |  |                     |            |            |            |  |  |            |        |        |        |  |  |
| Deportivo La Corogne  | 1               | 1               | 2               |  |                       |                      |                |                |                |  |  |                     |               |               |               |  |  |                     |            |            |            |  |  |            |        |        |        |  |  |

### Seizièmes de finale
Les 12 équipes victorieuses au troisième tour, ainsi que les 20 équipes de Primera División prennent part aux 1/16es de finale de la Coupe du Roi. Les sept équipes engagées dans des compétitions européennes affrontent obligatoirement les sept équipes de Segunda División B. Les équipes de Segunda División affrontent obligatoirement les équipes restantes de Primera División. Ce tour se joue en matchs aller-retour du 6 les 13 et 14 novembre puis le 12 décembre 2007.
| Club recevant         | Score cumulé | Club visiteur        | Aller | Retour |
| --------------------- | ------------ | -------------------- | ----- | ------ |
| Alicante CF           | 2 - 3        | Real Madrid          | 1 - 1 | 1 - 2  |
| CD Dénia              | 4 - 5        | Séville FC           | 1 - 1 | 3 - 4  |
| Real Unión de Irún    | 1 - 5        | Valence CF           | 1 - 2 | 0 - 3  |
| CD Alcoyano           | 2 - 5        | FC Barcelone         | 0 - 3 | 2 - 2  |
| Burgos CF             | 1 - 5        | Getafe CF            | 0 - 1 | 1 - 4  |
| Pontevedra CF         | 2 - 3        | Real Sarragosse      | 1 - 0 | 1 - 3  |
| UD Las Palmas         | 3 - 6        | Villarreal CF        | 2 - 4 | 1 - 2  |
| Granada 74 CF         | 2 - 3        | Atlético de Madrid   | 1 - 2 | 1 - 1  |
| Elche CF              | 1 - 4        | Real Betis           | 1 - 1 | 0 - 3  |
| Málaga CF             | 0 - 2        | Racing de Santander  | 0 - 0 | 0 - 2  |
| Xerez CD              | 1 - 2        | Recreativo de Huelva | 0 - 1 | 1 - 1  |
| Hércules CF           | 2 - 4        | Athletic Bilbao      | 2 - 2 | 0 - 2  |
| Espanyol de Barcelone | 3 - 2        | Deportivo La Corogne | 1 - 1 | 2 - 1  |
| Levante UD            | 3 - 2        | UD Almería           | 2 - 1 | 1 - 1  |
| Real Valladolid       | 4 - 3        | Real Murcie          | 1 - 1 | 3 - 2  |
| CA Osasuna            | 2 - 4        | RCD Majorque         | 2 - 0 | 0 - 4  |

### Huitièmes de finale
Les matchs allers se disputent les 9 et 10 janvier et les matchs retours se disputent les 15 et 16 janvier 2008.
| Local aller          | Score cumulé           | Local retour          | Aller | Retour |
| -------------------- | ---------------------- | --------------------- | ----- | ------ |
| Recreativo de Huelva | 1 - 2                  | Villarreal CF         | 1 - 0 | 0 - 2  |
| Séville FC           | 1 - 1E                 | FC Barcelone          | 1 - 1 | 0 - 0  |
| Real Betis           | 2 - 4                  | Valence CF            | 1 - 2 | 1 - 2  |
| Atlético de Madrid   | 1E - 1                 | Real Valladolid       | 0 - 0 | 1 - 1  |
| Getafe CF            | 4 - 0                  | Levante UD            | 3 - 0 | 1 - 0  |
| RCD Majorque         | 3 - 1                  | Real Madrid           | 2 - 1 | 1 - 0  |
| Real Sarragosse      | 3 - 5                  | Racing de Santander   | 1 - 1 | 2 - 4  |
| Athletic Bilbao      | 2 - 2 (4 - 3 t. a. b.) | Espanyol de Barcelone | 1 - 1 | 1 - 1  |

### Quarts de finale
Les matchs allers se disputent les 24 et 25 janvier et les matchs retours se disputent les 30 et 31 janvier 2008.
| Local aller         | Score cumulé | Local retour       | Aller | Retour |
| ------------------- | ------------ | ------------------ | ----- | ------ |
| Racing de Santander | 5 - 3        | Athletic Bilbao    | 2 - 0 | 3 - 3  |
| Getafe CF           | 2E - 2       | RCD Majorque       | 1 - 0 | 1 - 2  |
| Valence CF          | 3E - 3       | Atlético de Madrid | 1 - 0 | 2 - 3  |
| Villarreal CF       | 0 - 1        | FC Barcelone       | 0 - 0 | 0 - 1  |

### Demi-finales
Les matchs allers se disputent les 27 et 28 février et les matchs retours se disputent les 19 et 20 mars 2008.
| Local aller  | Score cumulé | Local retour        | Aller | Retour |
| ------------ | ------------ | ------------------- | ----- | ------ |
| Getafe CF    | 4 - 2        | Racing de Santander | 3 - 1 | 1 - 1  |
| FC Barcelone | 3 - 4        | Valence CF          | 1 - 1 | 2 - 3  |

### Finale
| Valence CF ·  |                    |     |
| Titulaires :  |                    |     |
|               |                    |     |
| 13            | Timo Hildebrand    |     |
| 23            | Miguel Brito       |     |
| 20            | Alexis Ruano       |     |
| 4             | Raúl Albiol        | 58e |
| 24            | Emiliano Moretti   | 67e |
| 5             | Carlos Marchena    |     |
| 8             | Rubén Baraja       |     |
| 21            | David Silva        |     |
| 16            | Juan Mata          |     |
| 19            | Javier Arizmendi   |     |
| 7             | David Villa        | 76e |
|               |                    |     |
| Remplaçants : |                    |     |
| 25            | Juan Mora          |     |
| 12            | Marco Caneira      | 58e |
| 22            | Edu                | 67e |
| 11            | Éver Banega        |     |
| 17            | Joaquín            |     |
| 9             | Fernando Morientes | 76e |
| 18            | Nikola Žigić       |     |
|               |                    |     |
| Entraîneur :  |                    |     |
| Ronald Koeman |                    |     |

| Getafe CF ·     |                       |     |
| Titulaires :    |                       |     |
|                 |                       |     |
| 1               | Óscar Ustari          |     |
| 21              | David Cortés          |     |
| 3               | Cata Díaz             |     |
| 23              | Maun Tena             | 78e |
| 12              | Lucas Licht           |     |
| 2               | Cosmin Contra         | 56e |
| 10              | Rubén de la Red       |     |
| 22              | Javier Casquero       | 66e |
| 25              | Esteban Granero       |     |
| 16              | Juan Ángel Albín      |     |
| 14              | Manu del Moral        |     |
|                 |                       |     |
| Remplaçants :   |                       |     |
| 13              | Roberto Abbondanzieri |     |
| 4               | David Belenguer       |     |
| 6               | Fabio Celestini       | 66e |
| 7               | Mario Cotelo          |     |
| 11              | David Sousa           |     |
| 24              | Pablo Hernández       | 56e |
| 9               | Braulio Nóbrega       | 78e |
|                 |                       |     |
| Entraîneur :    |                       |     |
| Michael Laudrup |                       |     |

| Valence CF ·  |                    |     |
| Titulaires :  |                    |     |
|               |                    |     |
| 13            | Timo Hildebrand    |     |
| 23            | Miguel Brito       |     |
| 20            | Alexis Ruano       |     |
| 4             | Raúl Albiol        | 58e |
| 24            | Emiliano Moretti   | 67e |
| 5             | Carlos Marchena    |     |
| 8             | Rubén Baraja       |     |
| 21            | David Silva        |     |
| 16            | Juan Mata          |     |
| 19            | Javier Arizmendi   |     |
| 7             | David Villa        | 76e |
|               |                    |     |
| Remplaçants : |                    |     |
| 25            | Juan Mora          |     |
| 12            | Marco Caneira      | 58e |
| 22            | Edu                | 67e |
| 11            | Éver Banega        |     |
| 17            | Joaquín            |     |
| 9             | Fernando Morientes | 76e |
| 18            | Nikola Žigić       |     |
|               |                    |     |
| Entraîneur :  |                    |     |
| Ronald Koeman |                    |     |

| Getafe CF ·     |                       |     |
| Titulaires :    |                       |     |
|                 |                       |     |
| 1               | Óscar Ustari          |     |
| 21              | David Cortés          |     |
| 3               | Cata Díaz             |     |
| 23              | Maun Tena             | 78e |
| 12              | Lucas Licht           |     |
| 2               | Cosmin Contra         | 56e |
| 10              | Rubén de la Red       |     |
| 22              | Javier Casquero       | 66e |
| 25              | Esteban Granero       |     |
| 16              | Juan Ángel Albín      |     |
| 14              | Manu del Moral        |     |
|                 |                       |     |
| Remplaçants :   |                       |     |
| 13              | Roberto Abbondanzieri |     |
| 4               | David Belenguer       |     |
| 6               | Fabio Celestini       | 66e |
| 7               | Mario Cotelo          |     |
| 11              | David Sousa           |     |
| 24              | Pablo Hernández       | 56e |
| 9               | Braulio Nóbrega       | 78e |
|                 |                       |     |
| Entraîneur :    |                       |     |
| Michael Laudrup |                       |     |

## Meilleurs buteurs
| Rang | Joueur        | Équipe       | Nombres de buts marqués | Matchs |
| ---- | ------------- | ------------ | ----------------------- | ------ |
| 1    | Migue         | CD Dénia     | 6                       | 5      |
| 2    | Nikola Žigić  | Valence CF   | 4                       | 3      |
| 2    | Thierry Henry | FC Barcelone | 4                       | 7      |
| 2    | Juan Mata     | Valence CF   | 4                       | 7      |
| 2    | Joaquín       | Valence CF   | 4                       | 8      |